# Сюбун
Сюбун Тэнсё (яп. 周文 天章) — известный японский дзэнский художник-монах (гасо) и скульптор периода Муромати, расцвет его творчества приходился на 1420—1450-е годы.
Занимал должность гоё-эси (официального художника) при сёгунате Асикага. Возглавлял Художественную Академию в Сёкоку-дзи и в этом качестве использовал свое влияние для популяризации суйбокуга (суми-э). При Сюбуне монохромная живопись возвысилась до статуса официального стиля живописи.

## Биография
Сюбун родился в конце 14 века в провинции Оми (предположительно в клане Фудзикура). Настоящее имя художника и подробные сведения о его жизни история не сохранила.
Во взрослом возрасте Сюбун, следуя китайской традиции, взял себе псевдоним (адзана) — Тэнсё (яп. 天章) и творческий псевдоним (го) — Эккэй (яп. 越渓). «Сюбун» (яп. 周文), вероятнее всего, — буддийское имя (дого) художника.
Жизнь Сюбуна была тесно связана с дзэнским монастырем Сёкоку-дзи в Киото. Сюбун был магистром Академии художеств при сёгунате, которая располагалась на территории Сёкоку-дзи. Одновременно Сюбун занимал должность «главного секретаря» (цукан), отвечавшего за финансы и имущество монастыря.
В корейском источнике («Подлинная летопись правления династии Чосон») есть запись о том, что Сюбун посетил в 1423 году Корею в составе дипломатической миссии. Миссию возглавлял дзэнский монах Кэйдзи Бонрэй, официальный посланник сёгуната Асикага, а задачей миссии было доставить в Японию ксилографы буддийского канона (свод буддийских сутр) Трипитака.
В период правления Асикага Ёсинори (годы правления: 1429—1441) Сюбун стал официальным художником (гоё-эси) семьи сёгуна. Как гоё-эси, он выполнял заказы сёгуната на работы по созданию или реставрации произведений искусства, как в области живописи, так и в области скульптуры.
Несмотря на отсутствие каких-либо документальных подтверждений, принято считать, что Сюбун учился живописи у Дзёсэцу Тайко, китайского иммигранта, который также жил в Сёкоку-дзи и был предшественником Сюбуна на должности гоё-эси сёгуната Асикага.
Характерная черта живописного стиля Сюбуна — композиционное решение пространства картины. Хотя отдельные элементы композиции — скалы и камни, деревья, горы и дома — взяты им с китайских образцов XII−XIV веков, японский художник помещает их в пространство картины, используя неповторимую манеру письма, которую не найти на китайских пейзажах. Пейзажи Сюбуна изображают мир какой-то другой реальности, почти что искусственный. Подобная трактовка пейзажа «сновидений» в самой китайской живописи появилась намного позже.
Среди учеников и последователей Сюбуна много известных художников того времени, среди которых Сэссю Тоё (1420—1506), Гакуо Дзокию (1425—1514), Кенко Сёкэй (?—1506), Боккэй (?—1473) и Огури Сотан (1413—1481).